# José Gaspar Rodríguez de Francia
José Gaspar Rodríguez de Francia y Velasco ofta kallad Doktor Francia, född 6 januari 1766 i Yaguarón, Paraguay, död 20 september 1840, var det oberoende Paraguays ledare mellan 1814 och 1840. Han byggde upp Paraguay till ett självständigt och isolerat land.

## Biografi
Francia verkade efter teologiska och juridiska studier som advokat och domare i Asunción. Vid revolutionens utbrott blev han 1811 revolutionsjuntans sekreterare och 1813 valdes han till en av landets konsuler. 1814 störtade han sin medkonsul, frihetshjälten Fulgencio Yegros, och gjorde sig själv till diktator. Från 1817 utropade han sig till diktator på livstid.
Francia var inspirerad av Rousseaus teorier om  sociala kontrakt och ville skapa ett utopiskt samhälle i dessas anda men var även inspirerad av Robespierre och Napoleon I. För att genomföra sin utopi isolerade han landet mot allt utländskt inflytande, försökte göra landet självförsörjande samtidigt som han grundande egna industrier i landet. Som despot styrde han landet genom förföljelser och terror. Bland folket var han känd som "El Supremo", den högste.
Han förbjöd all opposition och avskaffade den högre utbildningen, tidningar, postverket och den katolska inkvisitionen samtidigt som han skapade en ny hemlig polis som endast var lojal mot honom. Så småningom beslagtog han den katolska kyrkans egendomar och gjorde om gårdarna till kollektivjordbruk. Han utsåg sig själv till ledare för den katolska kyrkan i Paraguay, något som fick påven att exkommunicera honom. 1820 utbröt ett uppror mot de Francia lett av den avsatte Fulgencio Yegros. Upproret slogs ner och Yegros fängslades och avrättades men de Francia blev skakad av händelsen och under resten av sitt liv blev han successivt mer paranoid.
Under sina sista år var det allt tydligare att han var psykiskt sjuk. Francia beslutade att alla hundar måste skjutas. Han bestämde att alla måste höja på hatten när han passerade och att de som inte bar hatt måste bära omkring ett brätte för att höja det.

## Privatliv
de Francia gifte sig aldrig men hade en lång rad älskarinnor och fick minst sju barn. Han hade en för sin samtid extremt liberal syn på sexualitet och lät legalisera både prostitution och sex utanför äktenskapet. de Francia levde mycket enkelt, vid hans död uppdagades det att han inte tagit ut någon lön på flera år. 

## I populärkultur
José Gaspar de Francia skildras i den paraguayanske författaren Augusto Roa Bastos roman Jag, den högste (Yo el Supremo, 1976).